# Шазель (Канталь)
Шазе́ль (фр. Chazelles, окс. Chaselas) — коммуна во Франции, находится в регионе Овернь. Департамент — Канталь. Входит в состав кантона Рюин-ан-Маржерид. Округ коммуны — Сен-Флур.
Код INSEE коммуны — 15048.
Коммуна расположена приблизительно в 430 км к югу от Парижа, в 80 км южнее Клермон-Феррана, в 75 км к востоку от Орийака.

## Население
Население коммуны на 2008 год составляло 33 человека.
| 1962 | 1968 | 1975 | 1982 | 1990 | 1999 | 2008 |
| ---- | ---- | ---- | ---- | ---- | ---- | ---- |
| 66   | 80   | 67   | 56   | 49   | 45   | 33   |

## Администрация
| Период | Период | Фамилия      | Партия | Примечания |
| ------ | ------ | ------------ | ------ | ---------- |
| 2001   | 2008   | Мишель Малле |        |            |
| 2008   |        | Люсет Шовель |        |            |

## Экономика

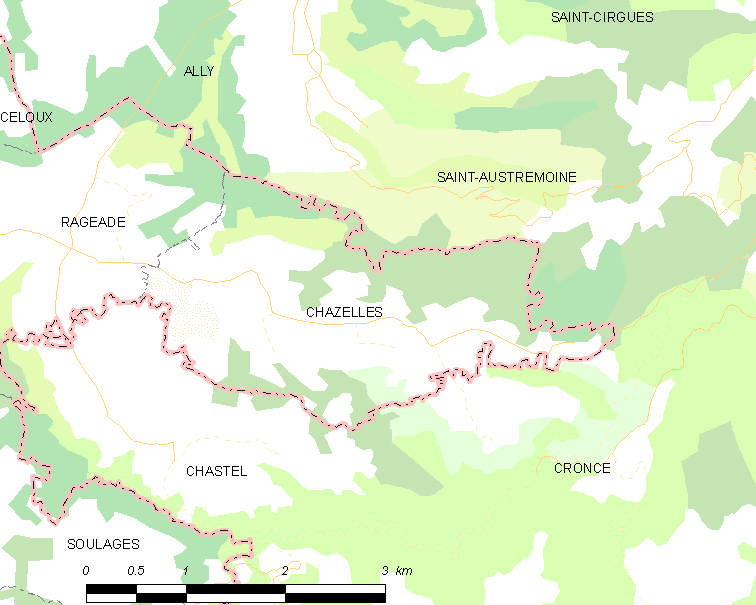
Карта коммуны

В 2007 году среди 18 человек в трудоспособном возрасте (15—64 лет) 13 были экономически активными, 5 — неактивными (показатель активности — 72,2 %, в 1999 году было 68,0 %). Из 13 активных работали 13 человек (7 мужчин и 6 женщин), безработных не было. Среди 5 неактивных 2 человека были учениками или студентами, 2 — пенсионерами, 1 был неактивным по другим причинам.